# Tour de la Dîme
La tour de la Dîme appelée aussi tour de Dîme, tour Lempereur, tour  ou tour-forte de Louveigné est un donjon historique et classé du village de Louveigné faisant partie de la commune de Sprimont en Belgique (province de Liège).

## Localisation
La tour se situe au centre du village de Louveigné aux nos 7-9-11 de la rue du Gravier, à l'arrière d'une ancienne ferme appelée Li Pîre å Leu (la Pierre au Loup). La tour peut aussi être observée depuis la rue de la Gendarmerie.

## Historique
La présence de cette ancienne tour fortifiée aurait déjà été attestée en 1540. Selon l'inventaire du patrimoine culturel immobilier de la Wallonie, elle aurait été élevée vraisemblablement à la fin du XVIe siècle et remaniée à différentes époques. Ce donjon était la possession de la seigneurie de Louveigné qui était une enclave appartenant à la principauté de Stavelot-Malmedy. Cette enclave comprenait aussi le village voisin de Haute-Fraipont. La tour était la résidence du voué et du prévôt et tire son nom de la dîme, un impôt que ces représentants de l'abbaye de Stavelot récoltaient auprès de la population. Plus tard, la tour a servi comme corps de logis de la ferme Li Pîre å Leu.

## Description
Cette tour à base presque carrée haute d'une quinzaine de mètres, toiture comprise, est bâtie en pierres calcaires et en moellons de grès issus des carrières de la région. Les côtés nord-est (comprenant la porte d'entrée) et sud-ouest mesurent une petite dizaine de mètres alors que les côtés nord-ouest et sud-est sont d'une dimension légèrement inférieure. À l'origine, le bâtiment possède peu d'ouvertures. Il est surmonté d'une toiture en ardoises à quatre pans et double pente surmontée de deux aigrettes et d'un paratonnerre. Le bâtiment comprenait jadis un pont-levis et était entouré de douves. Une pièce d'eau est d'ailleurs toujours présente au sud de la tour.

## Visite
La tour ne peut être visitée.

## Source et lien externe
- http://www.ovatourisme.be/fr/tour-de-dime